# 谢广祥
谢广祥（1958年7月—），男，安徽金寨人，中华人民共和国政治人物。

## 生平
2004年2月加入中国致公党，淮南矿业学院采矿工程专业毕业，中国矿业大学（北京校区）采矿工程专业博士学历。历任淮南矿业学院助教、讲师、副教授、教授、系主任，淮南工业学院副院长，淮南市人民政府副市长，安徽省人民政府副秘书长等职。2004年11月当选致公党安徽省委主委。2007年12月当选中国致公党第十三届中央委员会常委，2008年1月任安徽省人民政府副省长。2009年8月，中华职业教育社第十次全国代表大会召开，他出任中华职业教育社第十届理事会常务理事。2018年1月当选安徽省人大常委会副主任。2018年2月24日，当选为第十三届全国人大代表。